# 孝介カレー
孝介カレー（こうすけカレー）は、中日ドラゴンズ時代の福留孝介がプロデュースした家庭向けレトルトカレー「福留孝介プロデュース ドラゴンズカレー」の通称。福留のメジャー移籍に伴い、2007年12月31日をもって販売を終了した。
「このカレーは『孝介カレー』と呼んで欲しい。それ位、自信がある。僕の名前が付いている事でお子様が食べたいと言われても、味を変える事なく家族で一緒に食べられる。そんなカレーだと思う。」というプロモーションもあり、一般的に【孝介カレー】と呼ばれていた。

## 概要
2006年（平成18年）3月30日に発売された「福留孝介プロデュース ドラゴンズあんかけ（通称【孝介あんかけ】）が予想以上の売れ行きを博したことにより、波に乗って同年8月22日に発売された、福留孝介プロデュース第2弾商品。ただ、2007年12月15日発行の中京スポーツ（東京スポーツ）での発売元のコメントによると、実は福留個人との契約でなく、中日ドラゴンズとのライセンス契約の商品だったとのこと。その為、福留のメジャー移籍に伴い2007年12月31日で販売終了。2008年1月からはドラゴンズカレーと名称変更し販売を継続したが、同年10月には楽天市場でのショッピングページも閉鎖され、短命に終わる。当時のメーカー希望小売価格は1パック399円（消費税込み）

## その他
- 「孝介あんかけ」はナゴヤドームのレストランでメニューとなっていたが、「孝介カレー」は製造販売元であるジェム・カワグチがナゴヤドームで業務委託により運営するレストランシート、プライムボックスであえて取り扱わず、“孝介が名古屋を熱くする”というキャッチフレーズのもと楽天市場名古屋ドラゴンズ食堂での通販か、丸忠やを始め名古屋市内のドラゴンズファンが集まる場でメニュー、商品として提供されていた。
- 東海ラジオの野球中継番組「ガッツナイター」「ガッツナイタースペシャル」内で、その日の試合展開に関するクイズの正解者にプレゼントされていた（基本的にはドラゴンズ戦中継のみ実施）。
- 孝介カレーは2006年からナゴヤドームでのドラゴンズ主催試合に於いて、勝利に貢献した中継ぎ投手に贈られる“アシスト賞”の賞品になっていたが、同社がスポンサーを務めていた賞金100万円のサイクルヒット賞と共に2007年限りでスポンサーを降板した。